# For the Defense
For the Defense er en amerikansk stumfilm fra 1916 af Frank Reicher.

## Medvirkende
- Fannie Ward som Fidele Roget.
- Jack Dean som Jim Webster.
- Paul Byron som Richard Madison.
- Horace B. Carpenter som Henri.
- Camille Astor som Ninette.